# Ронда Флеминг
Ро́нда Фле́минг (англ. Rhonda Fleming; 10 августа 1923[…], Голливуд, Калифорния — 14 октября 2020, Санта-Моника, Калифорния) — американская актриса и певица. За годы своей кинокарьеры она снялась более, чем в 40 фильмах, большинство из которых были сняты в 1940-е и 1950-е годы. На родине она получила прозвище «Королева Текниколор», потому что, благодаря именно этому способу цветной съёмки, можно было передать её яркий образ с пылающими рыжими волосами.

## Биография
Ронда Флеминг, урождённая Мэрилин Луиз, родилась в Голливуде 10 августа 1923 года. Желание стать актрисой у неё появилось ещё во время обучения в средней школе Беверли-Хиллз, а в 1943 году, спустя три года после её окончания, она стала получать первые эпизодические роли в кино. Званием «девушки, не указанной в титрах» ей пришлось довольствоваться пару лет, прежде чем она получила первую крупную роль в триллере Альфреда Хичкока «Заворожённый» в 1945 году. После ещё двух заметных ролей она появилась в качестве ведущей актрисы в картине «Остров приключений» в 1947 году.
В 1949 году Флеминг снялась в своём первом фильме с применением техники Текниколор «Янки при дворе короля Артура», вольной экранизации одноимённого романа Марка Твена. Вместе с исполнителем главной роли Бингом Кросби она исполнила в фильме песню «Once and For Always», а также ещё и сольно «When Is Sometime», продемонстрировав тем самым свои хорошие музыкальные способности. После выхода фильма на экраны Ронда записала эти две песни для специального саундтрека к фильму.
В 1953 году Флеминг появилась в двух картинах, снятых для 3-D, — «Инферно» и «Те рыжие из Сиэтла». На протяжении последующих двух десятилетий актриса оставалась востребована в кино, в частности в вестернах, ролями в которых она наиболее всего и запомнилась публике. Среди них фильмы «Компаньон Теннесси» (1955), «Перестрелка в О. К. Коррал» (1957) и «Псевдоним Джесси Джеймс» (1959). Также заметными стали её роли в картинах «Королева Вавилона» (1955), «Оттенок алого» (1956), «Пока город спит» (1956), «Убийца на свободе» (1956), «История Бастера Китона» (1957), «Восстание рабов» (1960) и «Вон Тон Тон — собака, которая спасла Голливуд» (1976).
В 1958 году она записала свой сольный музыкальный альбом под названием «Rhonda», который включал в себя хиты «Around The World», «Love Me Or Leave Me» и «I’ve Got You Under My Skin».
В начале 1950-х годов Флеминг переместилась на телевидение, где в основном и снималась последующие два десятилетия. Ронда появилась в таких сериалах и телешоу, как «Правосудие Берка», «Шоу Дика Пауэлла», «Боб Хоуп представляет», «МакМиллан и жена» и «Женщина-полицейский».
Уйдя из профессии в конце 1970-х годов, Флеминг занялась благотворительностью, особенно в области лечения раковых заболеваний. В 1991 году она вместе с мужем Тедом Манном открыла женскую клинику при медицинском центре Калифорнийского университета в Лос-Анджелесе.
Ронда Флеминг являлась обладательницей звезды на Голливудской аллее славы. Скончалась 14 октября 2020 года в Санта-Монике, Калифорния, в возрасте 97 лет.